# Euparyphus pardalinus
Euparyphus pardalinus är en tvåvingeart som beskrevs av James 1936. Euparyphus pardalinus ingår i släktet Euparyphus och familjen vapenflugor. Inga underarter finns listade i Catalogue of Life.